# Il vampiro del pianeta rosso
Il vampiro del pianeta rosso (Not of This Earth) è un film statunitense del 1957 diretto da Roger Corman.

## Trama
A seguito di una guerra nucleare gli abitanti del pianeta Davanna (nel doppiaggio italiano il pianeta Marte da cui il pianeta rosso del titolo) sviluppano una grave malattia del sangue. Uno dei suoi abitanti viene inviato sulla Terra per esaminare il sangue umano e capire se può servire a salvare il loro pianeta. L'alieno, che si fa chiamare Mr. Johnson, ha un udito ipersensibile e porta sempre, anche al buio, spessi occhiali da sole che servono a nascondere il suo truce sguardo: con i suoi occhi bianchi è in grado di penetrare negli occhi delle sue vittime fino a bruciarne il cervello. Per sopravvivere, Johnson ha bisogno di continue trasfusioni: si presenta nello studio del dott. Rochelle che si dice disposto a praticargliele a patto di potergli analizzare il sangue. Johnson acconsente ma, per evitare che il dottore possa rivelare l'esito degli esami, lo ipnotizza. Nadine, l'infermiera che lavora con Rochelle, viene assunta da Johnson perché si prenda cura di lui e gli pratichi le trasfusioni a domicilio.
I piani di Johnson vengono scombussolati dall'improvvisa comparsa di una donna di Davanna che, versando in gravi condizioni, gli chiede una immediata trasfusione di sangue. Johnson si introduce con la donna nello studio di Rochelle dove prende per sbaglio un campione di sangue affetto da rabbia. Dopo la trasfusione la donna si sente male, crolla per strada e muore in ospedale. Nadine e un suo amico, il poliziotto Sherbourne, che intanto ha cominciato ad avere dei sospetti, cercano di sapere qualcosa di più dal dottor Rochelle il quale però, essendo sempre sotto ipnosi, evita di parlarne. Johnson, temendo di essere scoperto, libera una strana creatura a forma di campana che in volo raggiunge lo studio di Rochelle e lo uccide avvolgendogli la testa in una morsa letale. 
Nadine, resasi finalmente conto di tutto, scappa dalla casa di Johnson e arriva in un parcheggio da dove chiama la polizia. Johnson intanto raggiunge la donna e la ipnotizza ordinandole di tornare nel salotto di casa: qui Nadine, azionando una leva, verrà teletrasportata a Davanna dove farà da cavia. All'arrivo della polizia Johnson scappa in auto a tutta velocità inseguito in moto da Sherbourne. Durante la fuga si toglie gli occhiali cercando inutilmente di farsi guardare dal poliziotto. Quando quest'ultimo aziona la sirena, Johnson, assordato dal suono, sbanda e muore nello schianto. In quello stesso istante Nadine, che è sul punto di azionare la leva, si sveglia dal suo stato di ipnosi giusto in tempo per evitare di venire teletrasportata. 
Dopo il funerale, Sherbourne e Nadine si ritrovano davanti alla tomba di Johnson. La scritta "Qui giace un uomo che non era di questa terra" riportata sulla lapide suscita in Sherbourne un senso di compassione per l'alieno, morto lontano da casa e da chiunque lo conoscesse, a differenza di Nadine che si rifiuta di provare pietà, accusandolo di avere avuto come unico scopo quello di distruggere la Terra. Mentre i due vanno via, compare in lontananza un misterioso uomo che, con passo deciso, si avvicina sempre più: come Johnson, anch'egli indossa spessi occhiali da sole e porta nella valigetta l'occorrente per le trasfusioni.

## Produzione
Il film fu prodotto dalla Los Altos Productions e girato nel Griffith Park di Los Angeles, California, con un budget stimato in 100.000 dollari.

## Distribuzione
Il film fu distribuito negli Stati Uniti in modalità doppio spettacolo (due film, al cinema o nei drive in, al prezzo di uno) insieme a L'assalto dei granchi giganti.
Alcune delle uscite internazionali sono state:
- 10 febbraio 1957 negli Stati Uniti (Not of This Earth)
- in Venezuela (De otro mundo)
- in Spagna (Emisario del otro mundo)
- in Germania Ovest (Gesandter des Grauens)
- 1960 in Italia (Il vampiro del pianeta rosso)
- in Grecia (Not of This Earth)

Alcune versioni durano 71 minuti. Queste versioni non includono sequenze extra che il distributore ha introdotto, all'interno del lungometraggio, per due volte; per esempio la sequenza del dialogo tra Johnson e un cittadino di Davanna appare sia prima dei titoli iniziali, sia nel corso del film. Questa versione è stata trasmessa sulle reti televisive statunitensi e nelle versioni bootleg DVD e VHS.

## Promozione
La tagline è: "Somewhere in this world stalks a thing that is...".

## Critica
Secondo Rudy Salvagnini (Dizionario dei film horror) il film soffre di un "copione piuttosto ingenuo e poco credibile" mentre "il colpo di scena finale è efficace e tipicamente cormaniano". Secondo Geoff Andrew (Time Out) il film mostra "molta immaginazione e un buon humour". Secondo Michael Weldon (The Psychotronic Encyclopedia of Film) è "il film di fantascienza di Corman più godibile". Secondo il Lexikon des Science Fiction Films, "sebbene non sia un film di primo livello, [Not of This Earth] appartiene, considerando il basso budget, ai migliori film di fantascienza degli anni cinquanta".
Giuseppe Turroni considera che il film non sia «una insulsaggine come tanti film dello stesso periodo sul genere "fantascienza interplanetaria"». Quando i due innamorati «scampati al vampiro si scambiano il bacio finale, un altro arriva dal fondo della strada, con occhiali e valigetta. Roger Corman non ama il lieto fine».

## Remake
Il film ha avuto due remake: Not of This Earth (1988) e Killer dallo spazio (Not of This Earth, 1997).